# Роза Попова
Руска Михайлова Мануйлова (болг. Руска Михайлова Мануилова), сценический псевдоним Роза Попова (1879, София, Княжество Болгария — 11 апреля 1949, Мездра, Болгария) — болгарская театральная актриса

, режиссёр и театральный деятель.

## Биография
Данные о месте рождения актрисы и её происхождении довольно противоречивы. Согласно свидетельству о крещении, Роза Попова родилась осенью 1878 года. Мать Розы — Филипина Глаз, родом из Нови-Сада, отец — Михаил Манойлович, также родившийся там. Она рано потеряла родителей, о ней заботилась до последних дней её жизни старшая сестра. В возрасте 15 лет встречает своего будущего мужа, и уже в 16 лет они тайно женятся.
В старших классах Руска поступила в передвижную театральную труппу «Зора». Театральное искусство познаёт у актёра и режиссёра Константина Сапунова. Дебютирует на сцене ролью Софии в пьесе «Искренняя дружба» в городе Велико-Тырново в 1897 году. Путешествует с театральной труппой своего мужа, которую он позже возглавляет. С 1900 по 1902 год играла в театральной труппе «Слеза и смех», также выступала в составе хорватской театральной труппы М. Стойковича.
На протяжении жизни играла драматические роли, участвовала во многих общественных мероприятиях, активно содействуя в становлении национального театрального искусства в Болгарии, её имя неизменно связано с культурной жизнью Софии, Пловдива и Русе. Парижский журнал «Минерва» называл её «болгарской Сарой Бернар» (статья, ссылающаяся на источник, была напечатана в газете «Македония» 26.XI.1933г.). Её учитель, воспитанник Бухарестской консерватории и один из первых болгарских профессиональных актёров Константин Сапунов, отмечал «редкий трагический талант» Розы Поповой.
В статье о болгарском театре Гео Милев выделяет Розу Попову и Адриану Будевскую как единственных подлинно драматических актрис в Болгарии. В годы Балканской войны Роза покидает сцену и в качестве медсестры ухаживает за больными брюшным тифом в военном госпитале. По возвращении ею овладевает идея создания своего собственного театра в Софии. Они с мужем отправились в Деде Агач, чтобы создать финансовую и творческую базу для будущего театрального проекта. Во время бомбардировки в 1915 году их дом в Деде-Агач был разрушен, и вместе с ним погибло всё самое ценное: гардероб, библиотека, переводы и оригиналы пьес для будущего театра.
С 1900 года её маниакально преследует поклонник, 25-летний учитель и поэт Тодор Богданов из Врацы. 20 января 1903 года он стреляет в Розу и себя и умирает на месте. Актриса получает тяжёлое ранение и долго лечится. Покушение стало громким событием в Софии, и вскоре Розу увольняют из Национального театра.
С 1904 по 1906 год она периодически выступает в качестве режиссёра и параллельно играет на сцене в театральной труппе в Пловдиве. Затем она отправилась в Вену для изучения литературы и медицины в Венском университете. Возвращается в Болгарию в 1908 году и снова приглашается в Национальный театр. В нём играет роли до 1910 года.
В 1910—1911 годах была избрана первым режиссёром-постановщиком театра в Русе. В 1918 году Роза основывает собственный театр Розы Поповой в Софии.
Некоторое время продолжает играть в Свободном театре. Она разрабатывает театральную программу, включающую основные произведения мировой литературы, от древнегреческих трагедий до современной драмы, но не находит инвесторов для реализации идеи. Совместно со Святославом Камбурове-Фурене, драматургом и критиком, становится основателем Первой болгарской театральной студии, в которой занимается театральной педагогикой. Камбуров ставил для неё пьесу «Завет», изданную под псевдонимом Дилантур. Студия вскоре закрывается, жизнь становится труднее, здоровье Розы Поповой ухудшается, она сидит дома. Наиболее трудные годы длятся с 1923 по 1925 год. Муж её сестры убит в тюрьме, актриса разлучена со своим единственным храмом — сценой.В 1923 году основывает Болгарскую театральную студию.
15 мая 1926 года Национальный театр организовал торжественное празднование 25-летия театральной и творческой жизни двух величайших гастролирующих актрис в болгарском театре — Розы Поповой и Мани Иконом. Издаётся сборник материалов, посвящённых их работе. Актриса уезжает из столицы, чтобы избежать участия в празднике. Она заявляет, что уходит со сцены и пишет мемуары. Несмотря на это заявление, Роза Попова продолжает играть, хотя и очень редко. В возрасте 52 лет, в 1930 году она появляется в роли Магды, поставленной по пьесе Зудермана в спектакле, посвящённому юбилею Стояна Попова. Её последнее появление в этой роли состоялось через три года на официальном праздновании пятой годовщины смерти Зудермана. Почти все софийские газеты освещают это представление. Выступление Розы Поповой очаровывает столичную аудиторию, вызывая восхищение зрителей. «Бархатный голос звучал, бередил и трогал. Он вошёл прямо в душу, и этот голос не оставил ни единой струны не тронутой», — писал болгарский поэт Владимир Русалиев в статье «Болгарский национальный театр» в 1933 году.
В 1926 году Теодор Траянов посвящает свою поэму «Песня странника» Розе Поповой.
Последняя информация о её профессиональной деятельности относится к 1937 году, когда Розу Попову пригласили возглавить областной театр оперетты и драмы в Шумене, где была директором театра. По воспоминаниям жителей Шумена, Роза и Стоян Поповы продавали книги из библиотеки, чтобы купить продукты не только во время гастролей, но и в годы государственной службы. В течение двух сезонов Роза Попова организовала новый театральный репертуар труппы, из которой впоследствии вышли некоторые из величайших актёров болгарского театра. В летописи театра Шумена этот период связывают, в основном, с постановкой спектакля «Иванку — убийца Асении». Главные роли исполняли Димитр Стратег (Исак), Роза Попова (Мария) и Владимир Шейтанов (Иванку).
После смерти мужа Роза Попова окончательно уходит из театра. Она вновь выходит замуж — за Святослава Камбурова, но её здоровье ухудшилось, и она уезжает в деревню, чтобы жить там со своей сестрой. Они жили очень скромно, почти в нищете, актриса умерла в маленьком доме в Мездре 11 апреля 1949 года. Она осталась в памяти как художник своего времени, которому удалось вписаться в европейскую театральную жизнь в конце XIX и начале XX века. Михаил Арнаудов написал об актрисе:

«Творческие силы болгарского народа, создавшего болгарский театр, были богаты, но среди них редкостью была Роза Попова, чей замечательный дар чудесным образом перетёк в такие изысканные формы! … чей талант украшал болгарскую сцену за границей и прославил болгарское имя …»— 
.
Была награждена женским Крестом II степени и Народным орденом за гражданские заслуги.

## Литературная и революционная деятельность
Помимо театральной деятельности Роза Попова занималась переводом и литературой — она переводит большинство пьес, которые ставит на сцене, пишет мемуары, стихи, легенды, рассказы, критические статьи.
Роза Попова присоединяется к македонско-одринскому революционному движению. В 1913 году была сестрой милосердия в военном госпитале македонско-одрианской милиции.